# Thagria bidentata
Thagria bidentata är en insektsart som beskrevs av Xu och Kuoh1998 . Thagria bidentata ingår i släktet Thagria och familjen dvärgstritar. Inga underarter finns listade i Catalogue of Life.